# Lanthanus caesus
Lanthanus caesus es una especie de coleóptero de la familia Salpingidae.

## Distribución geográfica
Habita en Venezuela.